# Michel Vergnier
Michel Vergnier (* 25. November 1946 in Ennery) ist ein französischer Politiker. Er war von 1997 bis 2017 Abgeordneter der Nationalversammlung.
Vergnier wuchs in einem Weiler der Gemeinde Augères im Département Creuse auf. Der Sohn eines Schmieds war bereits in seiner Jugend Anhänger der politischen Linken und trat infolgedessen der Parti socialiste bei. Beruflich war er als Lehrer aktiv. Vergnier, der von Senator André Lejeune unterstützt wurde, trat bei den Parlamentswahlen 1997 im ersten Wahlkreis des Départements Creuse an und wurde in die Nationalversammlung gewählt. 1998 gelang ihm zudem die Wahl zum Bürgermeister von Guéret; das Amt übte er bis 2020 aus. 2002, 2007 und 2012 wurde er als Abgeordneter wiedergewählt. Nach den Parlamentswahlen 2017 schied er aus der Nationalversammlung aus.